# Општина Велика Плана
Општина Велика Плана је општина у Подунавском округу у централној Србији, у Шумадији. Општина заузима површину од 345,5 km² (од чега на пољопривредну површину отпада 26.864 , а на шумску 3201 ha). Општина је смештена у плодној поморавској равници са просечном надморском висином од 110 m. Општину пресецају токови река Велике Мораве, Јасенице и Раче. Кроз општину пролази ауто-пут Е75 и Железничка пруга Београд–Ниш, а у прошлости је пролазио Цариградски друм.
Општина Велика Плана је претежно пољопривредно подручје са једним градским и 12 сеоских насеља. Добро је развијена прехрамбена индустрија, као и индустрија грађевинских материјала. Према подацима са последњег пописа 2022. године у општини је живело 35.451 становник (према попису из 2011. било је 40.902 становника).

## Географија
Територија општине Велика Плана налази се у доњем Поморављу, доњој Јасеници и делом Шумадији. Границе општине су већином природне. Источна граница (са општинама Жабари и Свилајнац) углавном се поклапа са коритом Велике Мораве или њеним бившим и садашњим меандрима, осим у средишњем делу где се насеље Доња Ливадица налази на десној обали Велике Мораве. Јужну границу општине (са општинама Лапово и Рача) представљају токови Раче и Доловског потока. Западна граница општине (са општинама Рача и Смедеревска Паланка) протеже се развођем између Јасенице и малих водотокова који гравитирају Великој Морави, а затим регионалним путем Рача–Смедеревска Паланка до Јасенице. Одатле граница креће на исток, наставља развођем између насеља Крушево и Мала Плана, обухвата са запада потес Кудреч, те развођем између Голобочког потока и Лукара наставља на север, обухватајући Врановачко брдо и потес Честе. Северна граница (са градом Смедеревом) пружа се од овог потеса до реке Велике Мораве, границом атара насеља Лозовик и Сараорци.
Најнижа тачка у општини (око 83 m) налази се на северној граници општине, на обали Велике Мораве, док је највиша тачка у крајњем западном делу, на коти Караула (297 m). На територији општине налазе се реке Велика Морава, Јасеница, Рача и Језава, потоци Гибавица и Долински поток, као и већи број ефемерних потока (Лукар, Копорински поток, Буковачки поток, Грабовачки поток и др). Дужина регулисаног корита реке Велике Мораве износи око 35 km.

## Историја
Повољни географски услови омогућили су постојање људских насеобина на овом простору од праисторије до данашњих дана. То потврђују бројни налази материјалне културе. Због честих мењања локација насеља, историјски извори се налазе на широком простору. Пошто није вршено систематско ископавање, о праисторији се може говорити само на основу случајних налаза.
Први трагови човека у широј околини потичу из неолита, млађег каменог доба. Из Радовања потиче један неолитски бат од белог камена пешчара. У близини овог случајног налаза, на падинама Карауле, пронађено је неколико фрагмента камених секира. Из времена честих миграција племена са севера на југ, из бронзаног доба, датира једна шакаста гривна типа Јухор, пронађена у Старом Селу. У Ракинцу су пронађени многи керамички фрагменти из бронзаног доба. Гвоздено доба представља период формирања етничких групација Илира и Трачана. Тада су долине Велике Мораве насељавали Трибали, етничка групација смештена између ових племенских скупина (крај VI и почетак V века п. н. е.). Из Милошевца потиче један налаз типа Мраморац. У Лозовику је пронађена кратераста посуда са две ауске на благо испупченом трбуху, која датира из Халштатa.
Крајем IV века п. н. е. у долини Велике Мораве настањују се Келти, који лако покоравају домороце. Њихови остаци нађени су у Сараорцима, на локалитету Мајдан (бронзани мач Басараби групе). Најзначајнији налази из римског доба су водоводне цеви, вероватно из IV века, пронађене на великоплањанском локалитету Црквина. Сведочанства римске културе налазимо и у Старом Селу (три бронзане фигурине, остаци терми у потезу Млака), Новом Селу (римске опеке на гробљу Заово), Крњеву, Милошевцу и Лозовику.
У великоплањанском крају промењено је неколико средњовековних господара. У његовој близини налазила се и српска привремена (летња) престоница Некудим. Најзначајнији културно-историјски споменик у овом крају је манастир Копорин, задужбина деспота Стефана Лазаревића.
Становништво великоплањанског краја активно је учествовало у Првом и Другом српском устанку. Највише су се истицали Стојко Кривокућа из Аџибеговца, Милован Стојадиновић из Велике Плане и Стојан Ћирковић из Крњева. Становници овог краја учествовали су и у свим ослободилачким ратовима од 1876. до 1915. године. На данашњој територији општине догодила су се два боја у 20. веку: Радовањски бој, 24. октобра 1915. и борба 18. пешадијског пука југословенске војске у Марковцу, Новом и Старом Селу, 12. априла 1941.

## Демографија и насеља
Према подацима пописа из 2002. године у општини је живело 44.470 становника а просечна густина насељености била је 129 становника/км². По подацима из 2004. године природни прираштај је износио -5,9‰, а број запослених у општини износи 8372.
Савремена Општина Велика Плана настала је 1965. године спајањем претходне истоимене општине и дела Општине Сараорци (насеља Лозовик, Крњево, Милошевац и Трновче). У општини постоји једно градско насеље – Велика Плана, која представља административни, културни и политички центар општине. У општини се налази и 12 сеоских насеља: 
| - Велико Орашје - Доња Ливадица - Крњево | - Купусина - Лозовик - Марковац | - Милошевац - Ново Село - Радовање | - Ракинац - Старо Село и - Трновче |

На територији општине постоје и два јасно диференцирана засеока – Крушево (у насељу Велико Орашје) и Пиносава (у насељу Марковац), као и мање диференцирани Савановац (у насељу Крњево). Поједина насеља Општине Велика Плана помињу се у турским пописима већ од 15. и 16. века: Вукутић (данас Ракинац), Ливаде (данас Велико Орашје), Лозовик, Марковац, Милошевац, Радовање и Дервент/Аџибеговац (данас Старо Село).
У Османском царству и Кнежевини Србији насеља данашње Општине Велика Плана административно су припадала Смедеревској нахији. Године 1869. основан је Великоорашки срез, са среском канцеларијом у Великом Орашју. После Другог светског рата (1947) промењен је назив у Поморавски срез. Године 1956. уведен је комунални систем, односно укинуте су сеоске општине. После девет година (1965) формирана је Општина Велика Плана са месним заједницама, а седиште општине је из Великог Орашја премештено у Велику Плану.

## Привреда
Општина Велика Плана је претежно пољопривредно-индустријско подручје са плодним земљиштем и индустријским капацитетима за прераду житарица и воћа.

### Пољопривреда
Од укупне територије, плодно земљиште (алувијум, алувијална смоница и гајњача) заузима 91,2% (31.508 ha), средње плодно земљиште (смоница у огајњачавању, гајњача у оподзољавању и делувијум у огајњачавању) заузима 8,8% територије (3040 ha), а неплодног земљишта нема. Пољопривредне површине (26.864 ha) чине 77,8% укупне површине општине. У саставу пољопривредних површина доминирају оранице са 84,8% (23.953 ha), потом следе воћњаци са 5,7% (1616 ha), виногради са 2,4% (683 ha),  ливаде са 1,1% (316 ha), пашњаци са 0,8% (237 ha) и вртови  са 0,2% (59 ha). Виногорје Велике Плане и Крњева припада шумадијско-великоморавском рејону.

### Индустрија
Општина Велика Плана спада индустријски у групу средње развијених општина. Досадашњи развој општине није посвећен једној индустријској функцији, већ постоје предузећа из области прехрамбене, текстилне, металне, дрвне и грађевинске делатности индустријског сектора.
Ратарство и сточарство чине основ развоја прехрамбених грана прерађивачке индустрије. Велика Плана била је позната по меснопрерађивачкој индустрији. Прво је немачка фирма „Клефиш и Зојс“ 1889. основала кланицу за свиње, пернату живину и извоз јаја, а већ следеће године то је урадио и Вилхелм Шумахер. До почетка Првог светског рата обе кланице су напредовале и осавремењивале се. У периоду између два светска рата подигнуте су још две кланице: Тонија Клефиша и ортачка Мике Јовановића из Велике Плане са Бранком Станишићем из Београда. После Другог светског рата У Великој Плани се оснива комбинат „ИПК Србија 10. октобар - индустрија меса Плана“, који обухвата кланице крупне и ситне стоке и живинску кланицу.
У прерађивачкој индустрији значајни су млинско-пекарско и трговачко предузеће „Напредак“, млекара „Плана”, некадашња Фабрика сточне хране (данас у оквиру приватног предузећа „100%”) и вински подрум „Радовановић”. Од предузећа мањег капацитета присутне су млекаре „Марковац”, „Лозовичанка” и „Смиг”, кланица „Балкан”, рафинерија уља „Бисер”.
Од осталих привредних грана својим значајем се издвајају текстилна, метална и грађевинска индустрија. Тако се после Другог светског рата у Великој Плани осавремењују индустрија перја „Перкон“ (данас неактивно предузеће), „Гоша-монтажа“, ГИК „Света Младеновић“ (данас неактивно предузеће), „Ударник-комерц“, циглана „Прогрес“(данас неактивно предузеће) и фабрика намештаја „Звезда“(данас неактивно предузеће).
У области трговинске делатности у последње време се нарочито развило приватно предузеће „ДИС” са седиштем у Крњеву.

## Култура
У општини постоји већи број објеката и институција културе, којима је територија општине равномерно покривена, одређени број заштићених културних добара и релативно велик број културних манифестација. Библиотеке постоје у Великој Плани, Великом Орашју, Марковцу, Милошевцу, Старом Селу и Трновчу. Домови културе постоје у свим насељима, изузев Купусине. У Старом Селу се налази једини музеј на територији Општине Велика Плана.

### Заштићена културна и природна добра
На територији Општине Велика Плана налази се 15 културних добара.
Споменици културе од изузетног значаја
Црква брвнара „Покајница“, споменик културе у Старом Селу
Радовањски Луг, знаменито место у Радовању
Споменици културе од великог значаја
Манастир св. Стефана „Копорин“, споменик културе у Великој Плани
Црква брвнара св. Ђорђа, споменик културе у Крњеву
некатегорисана непокретна културна добра
Зграда старе кланице, споменик културе у Великој Плани
Зграда у ул. Милоша Великог бр. 79, споменик културе у Великој Плани
Кућа Илије Николића, споменик културе у Великом Орашју
Црква св. Петке, споменик културе у Великом Орашју
Црква брвнара св. Петра и Павла, споменик културе у Лозовику
Црква св. Петра и Павла, споменик културе у Лозовику
Кућа брвнара Драгослава Пашића, споменик културе у Милошевцу
Црква Рођења пресвете Богородице, споменик културе у Милошевцу
Црква св. Вазнесења, споменик културе у Старом Селу
Црква св. Георгија, споменик културе у Новом Селу
Црква св. арх. Гаврила, споменик културе у Ракинцу
На подручју општине налазе се четири заштићена природна добра:
- Радојковића храст (лужњак) у Доњој Ливадици, заштићен 1968. год.
- „група стабала у Лозовику“, група од 12 лужњака у порти цркве, заштићена 1971. год.
- храст сладун на Копоринском путу, заштићен 1987. год.
- Радовањски Луг, меморијални природни споменик, заштићен 1989. год.

### Туристичке и културне манифестације
- орезивање лозе 14. фебруара у плањанском виногорју
- беле покладе у Лозовику
- Сусрет хранитеља Србије у Милошевцу (поводом Дана Центра за породични смештај деце без родитељског старања)
- Међународни фестивал документарног филма "Златна буклија" (последња недеља априла)
- Дани Општине Велика Плана (последња недеља априла)
- Изложба говеда сименталске расе у Ракинцу, трећег дана Ускрса
- планинарски поход „Карађорђевим стазама“
- првомајски уранак у Радовањском Лугу
- изложба паса свих раса,
- Видовдански сабор у Савановцу, 28. јуна
- Вождови дани, током јула
- Позоришни фестивал 'МАЕКС' у Старом Селу у јулу месецу.
- Демо фест, средином августа
- коњичке трке, 10. октобра
- позоришни фестивал „Масукини дани“, током новембра и децембра

### Религијске манифестације
Сва насеља у општини имају месне славе (заветине) и вашаре.
- 14. фебруар, Свети Трифун - Бресје
- 7. април, Благовести – Крњево
- 6. мај, Свети великомученик Георгије (Ђурђевдан) – Милошевац, Ново Село
- 22. мај, Пренос моштију светог оца Николаја – Лозовик
- 24. мај, свети Ћирило и Методије – Трновче
- 24. јун, Свети апостоли Вартоломеј и Варнава – Велика Плана
- 12. јул, Свети апостоли Петар и Павле (Петровдан) – Лозовик, Велика Плана (вашар)
- 26. јул, Сабор светог архангела Гаврила – Радовање
- 2. август, Свети пророк Илија – Крњево
- 8. август, Преподобномученица Параскева (Трнова Петка) – Велико Орашје
- 9. август, Свети великомученик Пантелејмон – Марковац (вашар)
- 19. август, Преображење – Старо Село
- 4. септембар, Свети мученик Агатоник – Велика Плана (вашар)
- 21. септембар, Рођење пресвете Богородице (Мала Госпојина) – Марковац, Милошевац
- прва субота Ускршњег поста (Тодорова субота) – Крушево (Велико Орашје)
- Тројице, педесети дан по Ускрсу – Крњево
- Вазнесење Господње (Спасовдан), четрдесети дан по Ускрсу – Старо Село
- Мали Спасовдан, четрдесет седми дан по Ускрсу – Марковац
- Лазарева субота (Врбица), последња субота пре Великог петка – Ракинац

## Туризам
Општина Велика Плана има велике могућности у области туризма и угоститељства, понајвише због значајних културно-историјских споменика. Укупни туристички ресурси Општине Велика Плана недовољно су искоришћени, а изграђени угоститељско-туристички капацитети су често неодговарајући. Споменици историје и културе на територији општине обухватају заштићена добра (манастири Копорин и Покајница, црква брвнара у Крњеву, Радовањски Луг са Карађорђевим гробом) и религијске објекте (Црква светог великомученика Георгија у Крњеву, Црква светих апостола Петра и Павла у Лозовику, капела светог цара Лазара у Ракинцу). Етно туризам почео се развијати отварањем етно-села „Моравски конаци“ и етно-куће „Воденица“.
На подручју општине налазе се хотели „Плана”, у непосредној близини манастира Покајница, и „Балкан“ („Balkan-Highway”, некадашњи мотел „Велика Плана“), уз петљу ауто-пута Е-75 код Велике Плане. На коридору ауто-пута налазе се и мотели „Лозовичка чесма”, „Крњево”, „Велика Плана” и „Стари храст”, а отворен је и драјв-ин „Мекдоналдс”.

## Образовање
На територији општине функционише једна предшколска установа, седам матичних основних школа (укупно 21 подручна школа), три средње школе и две специјализоване школе. Школе на територији Општине Велика Плана административно припадају школској управи у Пожаревцу.
Основне школе на територији општине су:
- ОШ „Карађорђе” Велика Плана (до 2005. год. носила је назив „Милош Митровић“)
- ОШ „Надежда Петровић” Велика Плана
- ОШ „Свети Сава” Велика Плана (до 1990. год. носила је назив „Моша Пијаде“)
- ОШ „Академик Радомир Лукић” Милошевац (до 2000. год. носила је назив „Бранко Радичевић“)
- ОШ „Радица Ранковић” Лозовик
- ОШ „Вук Караџић” Крњево
- ОШ „Други шумадијски одред” Марковац

Средње школе се налазе у Великој Плани су:
- Гимназија Велика Плана
- Техничка школа „Никола Тесла” Велика Плана
- Економско-угоститељска школа „Вук Караџић” Велика Плана

## Здравство
На територији Општине Велика Плана постоји један дом здравља, четири здравствене станице и функционише девет амбуланти.

## Спорт
Спортске активности у општини су бројне, организоване по клубовима. Постоје фудбалски, рукометни, кошаркашки, одбојкашки, тениски, стонотениски, шаховски, коњички и клубови борилачких вештина.
Од спортских објеката, на територији општине постоје фудбалска игралишта и игралишта за мале спортове, хиподроми у Лозовику и Великој Плани, тениски терени у Великом Орашју и Великој Плани, као и спортска хала и отворени базен у Великој Плани.